# Donaubrücke 2
Die Donaubrücke 2 (Brücke „Neues Europa“), auch Brücke Widin–Calafat genannt (bulgarisch Дунав мост 2, bzw. Мост Видин-Калафат; rumänisch Podul Calafat-Vidin) ist eine Brücke über die Donau zwischen der bulgarischen Stadt Widin und dem rumänischen Calafat. Sie ist neben der Giurgiu-Russe-Freundschaftsbrücke die zweite feste Querung der Donau zwischen den beiden Ländern und Teil des Paneuropäischen Verkehrskorridors IV.
An dieser Stelle ist das rumänische Ufer höher als das bulgarische, das von Deichen geschützt wird.

## Geschichte
Das erste Projekt für den Bau einer zweiten Brücke über die Donau zwischen Rumänien und Bulgarien wurde 1974 verabschiedet und sollte zwischen Turnu Măgurele und Nikopol erfolgen. Anfang der 1990er Jahre, während des Embargos aufgrund der Jugoslawienkriege, stand der Plan wieder zur Diskussion.
Es wurden neue Verbindungen zwischen Rumänien und Bulgarien diskutiert, wobei sich Bulgarien für einen möglichst westlichen Brückenschlag, Rumänien für einen möglichst zentralen Standort starkmachte
(von West nach Ost):
- Widin – Calafat
- Lom – Rast
- Gigen – Corabia
- Orjachowo – Bechet
- Nikopol – Turnu Măgurele[5]

Anfang 2000 konnten sich beide Länder im Rahmen des Stabilitätspaktes für Südosteuropa über einen Bau bei Widin – Calafat einigen. Zwischen 2001 und 2003 wurden die Wirtschaftlichkeit und die Finanzierungsmöglichkeiten geprüft sowie geologische Untersuchungen vorgenommen. Nach der Zustimmung zur Finanzierung, die großteils von Bulgarien übernommen wurde, wurde nach einer 2006 durchgeführten Ausschreibung die spanische Fomento de Construcciones y Contratas Anfang 2007 mit dem Bau beauftragt. Der Bau sollte bis 2010 beendet sein, der Zeitplan wurde jedoch wegen der geologischen Struktur und der verspäteten rumänischen Baugenehmigung verlängert.
Am 20. Dezember 2012 konnte schließlich der Rohbau an den Bauherrn übergeben werden. Es folgten Anschlussarbeiten im Bereich Gleis- und Straßenbau.
Die offizielle Eröffnung erfolgte am 14. Juni 2013. Die Verkehrsfreigabe der zweiten Donaubrücke, die Neues Europa getauft wurde, war um Mitternacht, also Samstag am 15. Juni 2013 um 0:00 Uhr.
Bis Ende Juni war die Überquerung der Brücke kostenlos. Die Nutzung der Brücke ist für Fußgänger und Radfahrer weiterhin kostenlos, für die Überquerung mit Kraftfahrzeugen wird eine Maut erhoben. Bisher hatten Transportunternehmer für Fahrten nach Westeuropa die Wahl zwischen dem weiten Umweg über Russe oder die langen Wartezeiten für den Zoll an der serbischen Grenze in Kauf zu nehmen, um die teure und nur stündlich verkehrende Fähre bei Widin zu umfahren. Der Pkw-Fährpreis lag damals bei EUR 30,–, für Lkw EUR 105,–.
Am 28. Oktober 2013 wurden schwere Baumängel an der Brücke bekannt: Es waren Schlaglöcher im Asphalt entstanden, weil die Entwässerung nicht in Ordnung war. Laut Schlagzeilen in den Medien bestand möglicherweise sogar Einsturzgefahr, was aber stark übertrieben war. Es bestand das Risiko, dass Wasser unter der sich lösenden Asphaltschicht durch die beschädigte Abdichtung in den Beton der Brücke eindringt, was im Winter dann zu Schäden an tragenden Teilen der Konstruktion hätte führen können. Durch rechtzeitiges Eingreifen konnten derartige Folgeschäden jedoch verhindert werden. Weil mit der spanischen Baufirma FCC keine Garantie oder Regresspflicht vereinbart worden war, müssen die angrenzenden Länder wahrscheinlich die Sanierung bezahlen.

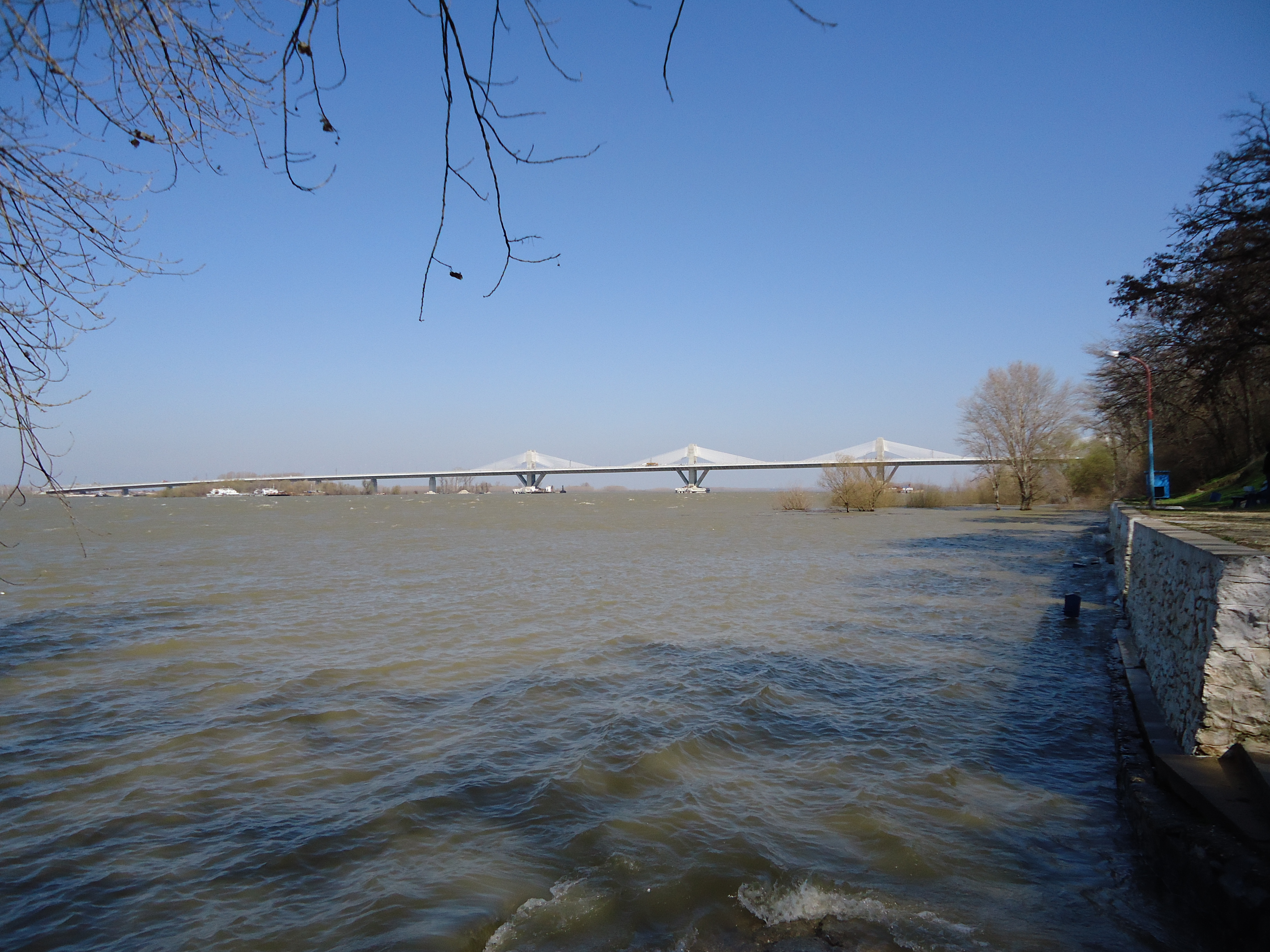
Die Brücke im März 2013, von Calafat aus

## Maut
Seit dem 1. Juli 2013 werden folgende Mautgebühren erhoben:
| Fahrzeugart                                                 | Lei       | Lew       | Euro      |
| ----------------------------------------------------------- | --------- | --------- | --------- |
| Pkw bis 8+1 Sitzplätze, bis 3,5 t                           | 27        | 12        | 06        |
| Lkw bis 7,5 t, Busse mit 9 bis 23 Sitzplätzen               | 54        | 23        | 12        |
| Lkw bis 12 t                                                | 81        | 35        | 18        |
| Lkw über 12 t mit bis zu 3 Achsen; Busse über 23 Sitzplätze | 113       | 49        | 25        |
| Lkw über 12 t über 3 Achsen                                 | 167       | 72        | 37        |
| Fußgänger, Radfahrer                                        | kostenlos | kostenlos | kostenlos |

## Straßenanbindung
Die neue Brücke mit ihren vier Fahrspuren ist gegenüber der sonstigen lokalen Infrastruktur stark überdimensioniert. Die beiderseitige Anbindung an das weiterführende Straßennetz datiert in ihrer Dimensionierung aus dem frühen 20. Jahrhundert. Bis 2013, als es nur eine Fähre als grenzüberschreitende Verbindung gab, entsprach dies dem geringen Verkehrsaufkommen.

### Bulgarien
Für die Fernstraße 1/E 79 Botewgrad – Montana – Widin ist der Ausbau zur Schnellstraße (bulg. skorosten păt) geplant. Bislang sind es von der bulgarischen Brückenabfahrt nördlich Widin bis zur nächsten hochrangigen Straße, der Autobahn A2 bei Botewgrad/Trudowez 200 Kilometer Entfernung bzw. drei Stunden Fahrzeit. Auf der Strecke gibt es kaum Ortsumfahrungen, der Schwerverkehr führt daher jeweils durch die Ortszentren kleinerer Orte. Lediglich die größeren Städte Widin, Botewgrad, Montana und Wraza besitzen eine vollständige Ortsumfahrung.
Die topographisch kürzeste Verbindung zwischen Widin und Sofia, die Nationalstraße II-81 Montana – Berkowiza – Kostinbrod – Sofia mit dem Bergpass Petrochanski Prochod über das Balkangebirge, ist für LKW über 10 Tonnen zulässiges Gesamtgewicht gesperrt und erschließt primär das Naturschutzreservat Gornata Korija (Горната кория). Der Schwerlastverkehr wird zwischen Montana und Sofia über Wraza und Botewgrad geleitet, ein künftiger Ausbau mit Tunnels ist bei der II-81 nicht zu erwarten. Die Strecke bietet aufgrund ihrer heutigen Trassierung keine wesentliche Reisezeitverkürzung.

### Rumänien
Auf rumänischer Seite gibt es eine Vorplanung für eine Autobahn A6 von Calafat nach Norden bis Lugoj (dort Anschluss an A1), wobei zunächst etwa 50 km nördlich der Donaubrücke bei Craiova ein Autobahnkreuz mit einer künftigen nach Bukarest führenden (Autobahn A7) errichtet werden soll.
Der kürzeste Weg von Calafat nach Timisoara und Szeged (Ungarn) führt derzeit ab Maglavit über die Straße Drum național 56A, durch zahlreiche Dörfer und über Vânju Mare, nach Drobeta Turnu Severin, wo es über die Drum național 6 / E70 über die Westkarpaten, und durch einige Haarnadelkurven bei Domaşnea und Plugova, weiter geht bis zum Autobahndreieck A1/A6 bei Lugoj. Der LKW-Verkehr von Calafat nach Drobeta Turnu Severin wird umgeleitet über die Drum național 56 nach Craiova, weil LKWs auf der Drum național 56A verboten sind. An der Fernstraße 6/E70 wurden Ortsumfahrungen in Drobeta Turnu Severin, Caransebeș und Lugoj errichtet.

## Eisenbahn
An die Donaubrücke schließen die Bahnstrecken Calafat–Craiova und Widin–Mezdra–Sofia an. Während die eingleisige Bahnverbindung über die Donau für eine Höchstbetriebsgeschwindigkeit von 160 km/h ausgelegt und mit 25 kV bei 50 Hz elektrifiziert und mit ETCS ausgerüstet ist, gilt im Bereich der landseitigen Anschlussstrecken auf bulgarischer Seite max. 70 km/h bei 225 kN Achslast, auf rumänischer Seite 100 km/h bei 200 kN Achslast. Zwischen Calafat und Craiova ist die Strecke nicht elektrifiziert. Auch Signal- und Kommunikationsanlagen (ERTMS) entsprechen auf beiden Seiten noch nicht den Anforderungen an eine künftige Strecke des TEN-T-Kernnetzkorridors Orient/East Mediterranean. Im Fahrplanjahr 2015/2016 verkehrte täglich ein Reisezugpaar, 480/481 "Serdica" zwischen Budapest und Widin und weiter als Kurswagenverbindung an einem Regionalzug von/nach Sofia.

## Finanzierung

### Gesamtkosten und deren Quellen
Die Kosten der gesamten Brücke beliefen sich auf ca. 300 Mio. Euro. Davon fielen auf bulgarischer Seite 225 Mio. Euro an und auf rumänischer 48 Mio. Euro. Der bulgarische Anteil wurde wie folgt finanziert:
- 70 Mio. Euro – EU-Programm ISPA[11]
- 70 Mio. Euro – Kredit der Europäischen Investitionsbank
- 05 Mio. Euro – Kredit der Agence Française de Développement
- 20 Mio. Euro – von der Kreditanstalt für Wiederaufbau, davon 18 Mio. Kredit
- 60 Mio. Euro – aus dem bulgarischen Staatshaushalt.

Der rumänische Anteil wurde ebenfalls zu großen Teilen aus dem EU-Programm ISPA finanziert.

### Kosten und deren Aufteilung
- Gesamtkosten Projekt 256 Mio. Euro[15]
- Planung und Bau der Brücke 146 Mio. Euro[15]
- Bauaufsicht der Brücke 18 Mio. Euro[15]
- Zubringer Infrastruktur 77 Mio. Euro[15]
- Bauaufsicht Zubringer Infrastruktur 6,5 Mio. Euro[15]
- Projektmanagement 8 Mio. Euro[15]
- Abkauf Grundstücke 1 Mio. Euro[15]